# 潮洋厝 (彰化縣)
潮洋厝，是臺灣彰化縣溪州鄉的一個地名，位於該鄉南部偏西。相較於今日行政區，其範圍大致包括潮洋村不含北部邊界地帶及東部邊界地帶、張厝村不含北端、菜公村不含東北端及西端。

## 歷史
台灣清治末期至日治初期，潮洋厝地區為一街庄，稱為「潮洋厝庄」，隸屬於東螺西堡。該庄北與三條圳庄、圳藔庄為鄰，東與過溪仔庄為鄰，南邊及西南邊隔濁水溪與蔴園庄、樹仔腳庄、番仔庄、新宅庄、茄苳庄、西螺街為界，西邊為水尾庄。。
1901年（日治明治三十四年）11月，全台廢縣廳改設二十廳，該庄隸屬於彰化廳。1903年（明治三十六年）6月，該庄編入「舊眉區」，隸屬於彰化廳。1909年（明治四十二年）10月，合併二十廳為十二廳，舊眉區改隸屬於臺中廳。1920年（大正九年），廢廳、支廳、區、街庄（舊制）改設州、郡、街庄（新制）、大字，該庄改制並簡化為「潮洋厝」大字，隸屬於臺中州北斗郡溪州庄。
戰後溪州庄改制為溪州鄉，隸屬於臺中縣，大字亦改制為村。1950年10月，中、彰、投分治，溪州鄉改隸屬彰化縣。

## 聚落
本地區發展較早的聚落有內潮洋厝（潮洋）、湳(月斗)、菜公溝（菜公）、新厝等，在日治期初期的官方地圖上已有記載。此外，本地區尚有張厝、竹圍等聚落。

## 交通
國道1號又稱「中山高速公路」，是貫穿台灣西部的兩條縱向高速公路之一，大致以縱向轉北北東—南南西走向經過潮洋厝地區西部。境內未設交流道，北側最近的是與省道台1線、縣道152號、鄉道彰183線、縣道150號以引道連通的北斗交流道，南側最近的是位於濁水溪南岸省道台1線交會處的西螺交流道，由此等可快速前往國道1號沿線各地。
省道台1線（溪州大橋）又稱「縱貫公路」，是台北至屏東楓港的傳統平面幹道，大致以北北西—南南東走向經過本地區極西點。由該道路向北北西轉東北微北可前往溪州市區、北斗、田尾、永靖等地，向南南東可前往西螺、莿桐、虎尾東北部、斗南等地。
鄉道彰99線（下壩路）是田中至潮洋厝的道路，其西南側端點位於本地區東北部潮洋聚落東北郊的鄉道彰101線路口。由此向東北東出境後可前往圳寮東南端、西畔南部、下霸、東北斗東南部、大新、田中市區並止於縣道150號（員集路二段）路口。
鄉道彰101線（陸軍路）是北斗至潮洋厝的道路，其南側端點位於潮洋聚落東南側的濁水溪北岸堤防道路路口。由此向北微東經鄉道彰105線終點路口、彰99線終點路口後出境，可前往三條圳與圳寮交界地帶、圳寮、圳寮與舊眉交界地帶、北勢寮東南端、西北斗、北勢寮東北部並止於省道台1線路口。此路為清末至日治初期之縱貫道路線，與雲林縣縣道156號分別為濁水溪兩側古渡口。
鄉道彰105線（民生路二段～一段）是溪洲至潮洋厝的道路，其東南側端點位於潮洋聚落東側的鄉道彰101線路口。由此向西轉西北西蜿蜒而行，其後轉西再轉北北西再轉西，經鄉道彰106線終點路口後，轉西南西再轉西蜿蜒而行，至菜公聚落西側順路轉北北西，至新厝聚落西北側順路轉東北再轉北，過潮洋第二排水後出境，可前往三條圳、溪墘厝東南部、溪州中部偏西並止於縣道152號路口。
鄉道彰106線（中央路一段）是水尾至竹圍子的道路，其東側端點位於本地區潮洋聚落西北側的鄉道彰105線路口。由此向北至潮洋第一排水前路口轉西北後出境，可前往三條圳、水尾並止於省道台1線路口。

## 學校
- 潮洋國小